# Захоплення аеропорту Бельбек
Захоплення аеропорту Бельбек — захоплення аеропорту Бельбек під Севастополем, що відбулося під час початку тимчасової окупації Криму російськими військовими, яке розпочалось о 3:00 28 лютого 2014-го.

## Хронологія

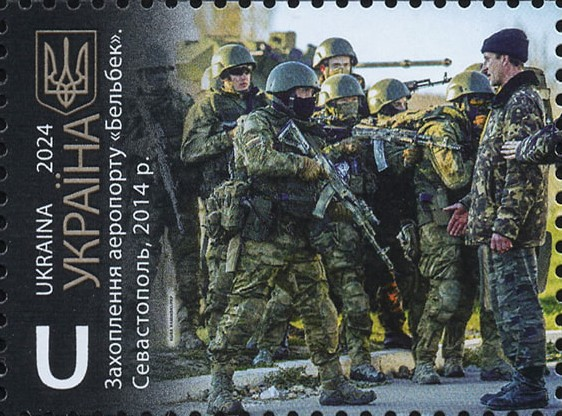
Марка «Захоплення аеропорту «Бельбек». Севастополь, 2014» із блоку «І буде весна!», 2024

Близько третьої ночі 28 лютого на територію аеропорту Бельбек проникли російські військові у формі без знаків розпізнавання зі зброєю. За різними даними, їхня чисельність коливалась від 300 до 400 осіб. Військові зайняли злітно-посадочну смугу, через що було припинено рух літаків.
За словами начальника зміни аеропорту Анатолія Реченко, дорогу до аеропорту було перекрито їжаками та російськими військовими зі зброєю. На території летовища було три БТР і 10 військових «Уралів». Російські військові також заблокували роботу державного підприємства, що забезпечувало авіаційну навігацію над півостровом.
За даними радіо «Свобода», аеропорт захопили бійці спецпідрозділів ГРУ ЗС РФ, які прибули до Криму з Росії. Їхній літак приземлився на військовому аеродромі в селищі Гвардійське.

## Перебіг подій
Колишній начальник продовольчої служби тилу ВМС ЗСУ полковник Олександр Кустанович під час окупації РФ Криму в лютому-березні 2014 року проходив службу в бригаді тактичної авіації ЗСУ близу аеропорту «Бельбек». Він згодом повідомив, що 27 лютого 2014 року між 9 та 10 вечора черговий на летовищі отримав дзвінок від командира нашої частини. Той говорив, що помічено рух невідомих військових, по периметру аеродрому за огорожею було виявлено 12 військових автомобілів і 2 БТР. 28 лютого до цих машин підвозили харчування машинамю з російськими номерами.
За його словами, 29 лютого російські військові захопили аеропорт, а українська військова частина, що там дислокувалась, перебазувалась на адміністративну територію військового містечка. Через кілька днів російськими військовими було проведено штурм частини із застосуванням бойової техніки. Командир частини був із особовим складом, після захоплення частини командира забрали на перемовини, але він так і не повернувся.
Українських військових під час блокування частини переконували покинути її й перейти на бік РФ. Згодом українська військова частина самостійно передислокувалася на материкову частину України.
На час штурму в частині було не більше 30-40 одиниць зброї, решта перебувала на складах. З боку українських військових під час штурму зброя не застосовувалась.
Бійці мали лише стрілецьку зброю, не було ні травматичної зброї, ні шумових гранат. Навколо військового містечка по периметру знаходились багатоповерхівки, де жило цивільне населення.
Кустанович повідомив, що на час штурму у військовому містечку перебувало близько 400 військовослужбовців, з боку штурмовиків — приблизно така ж кількість.

### Захоплення військової частини
Російські військові, використовуючи світлошумові гранати, захопили майже всі будівлі української військової частини 4515 у Бельбеку. Спочатку росіяни зайняли будинок із залою обслуговування делегацій, наступного дня зайняли приміщення з літаками, далі оточили караул, вимагаючи здати зброю. Після відмови почали стали кидати світлошумовими гранатами. Бійці не відповідали, бо не мали відповідного наказу. Далі російські терористи роззброїли солдатів ЗСУ.
4 березня 2014 стало відомо, що командир відмовився здати частину військової технічної авіації, а полковник Юрій Мамчур вирішив, що частина українців зі зброєю залишається в гарнізоні, а частина йде на аеродром.
Близько 50 бійців ЗСУ без зброї близько 8:40 рушила колоною до летовища, який окупували росіяни. Коли колона з журналістами підійшла до входу на аеродром, росіяни почали стріляти в повітря, погрожуючи журналістам стріляти по ногах.
Ватажок російських терористів поговорив з Юрієм Мамчуром. Мамчур вимагав, щоб українським військовим дозволили зайняти свої позиції, і запропонував спільно нести охорону складів на території аеродрому.
Росіяни погодилися частково, дозволивши частково вивести на позиції технічний наряд, близько 10 осіб.
22 березня росіяни почали штурм військової частини ЗСУ в Бельбеку, о 17:00 на територію прорвалися представники «самооборони Криму» та російські терористи. Ворота до частини було зруйновано БТРом.
Згодом російські військові викрали Мамчура, і він кілька днів не виходив на зв'язок.